# Campeonato de Segunda División 1905 (Argentina)
El Campeonato de Segunda División 1905 fue el torneo que constituyó la séptima temporada de la segunda división de Argentina en la era amateur.
El torneo coronó campeón por primera vez al América, tras vencer por 3 a 2 con el gol de oro en la final al tercer equipo de Belgrano Athletic Club. Aunque no existían los ascensos, fueron promovidos los 3 mejores primeros equipos del campeonato. Sin embargo, con la desafiliación de América, las promociones fueron para los semifinalistas, el Club Atlético de San Isidro y el Club Atlético Argentino de Quilmes, y para el San Martín Athletic Club; a lo que se les sumó el segundo equipo de Belgrano Athletic Club, por el buen desempeño de sus dos equipos.

## Equipos
| Equipo                    | Ciudad (Provincia)        |
| ------------------------- | ------------------------- |
| América                   | Ciudad de Buenos Aires    |
| Argentino de Quilmes      | Quilmes (Buenos Aires)    |
| Argentino de Quilmes II   | Quilmes (Buenos Aires)    |
| Barracas A. C. II         | Ciudad de Buenos Aires    |
| Belgrano A. C. II         | Ciudad de Buenos Aires    |
| Belgrano A. C. II B       | Ciudad de Buenos Aires    |
| Colegio Militar           | Ciudad de Buenos Aires    |
| Estudiantes ( Bs. As.) II | Ciudad de Buenos Aires    |
| Instituto Americano       | Adrogué                   |
| Porteño                   | Ciudad de Buenos Aires    |
| San Isidro                | San Isidro (Buenos Aires) |
| San Martín A. C.          | San Martin (Buenos Aires) |

## Sistema de disputa
El campeonato se dividió en 2 zonas de 6 equipos cada una, los dos mejores de cada zona accedieron a un cuadrangular para disputar el campeonato a eliminación directa. Cada zona se disputó con es sistema de todos contra todos a dos ruedas. Colegio Militar abandonó la zona 1 tras jugar 3 fechas y Barracas II abandonó la zona 2 tras jugar 2 fechas, quedando un equipo libre por fecha (cada equipo quedó dos veces libre) y se anularon los encuentros.

### Ascensos
La Association aprobó la promoción de los semifinalistas del torneo, a los que se les sumó el mejor primer equipo fuera de los semifinalistas por la desafiliación del campeón.

## Tabla de posiciones

### Zona 1
| Pos. | Equipo              | Pts. | PJ | PG | PE | PP | GF | GC | Dif. |
| ---- | ------------------- | ---- | -- | -- | -- | -- | -- | -- | ---- |
| 1.º  | Belgrano AC II B    | 12   | 8  | 5  | 2  | 1  | 20 | 11 | 9    |
| 2.º  | Argentino (Q)       | 11   | 8  | 5  | 1  | 2  | 17 | 11 | 6    |
| 3.º  | Estudiantes (BA) II | 9    | 8  | 3  | 3  | 2  | 12 | 12 | 0    |
| 4.º  | San Martín AC       | 6    | 8  | 2  | 2  | 4  | 7  | 17 | −10  |
| 5.º  | Instituto Americano | 2    | 8  | 0  | 2  | 6  | 4  | 9  | −5   |
| 6.º  | Colegio Militar     | 0    | 0  | 0  | 0  | 0  | 0  | 0  | 0    |

|  | Accede a la zona campeonato. |
|  | Abandonó el torneo.          |

### Zona 2
| Pos. | Equipo           | Pts. | PJ | PG | PE | PP | GF | GC | Dif. |
| ---- | ---------------- | ---- | -- | -- | -- | -- | -- | -- | ---- |
| 1.º  | América          | 13   | 8  | 6  | 1  | 1  | 20 | 11 | 9    |
| 2.º  | San Isidro       | 11   | 8  | 5  | 1  | 2  | 18 | 8  | 10   |
| 3.º  | Belgrano AC II   | 11   | 8  | 4  | 3  | 1  | 18 | 16 | 2    |
| 4.º  | Porteño          | 5    | 8  | 2  | 1  | 5  | 12 | 19 | −7   |
| 5.º  | Argentino (Q) II | 0    | 8  | 0  | 0  | 8  | 6  | 20 | −14  |
| 6.º  | Barracas AC II   | 0    | 0  | 0  | 0  | 0  | 0  | 0  | 0    |

|  | Accede a la zona campeonato.           |
|  | Abandonó el torneo.                    |
|  | Jugaron un desempate por el 2° puesto. |

#### Desempate por el segundo puesto
Al quedar igualados en puntos en los 2° y 3° puestos, San Isidro y Belgrano II disputaron un partido desempate en cancha neutral para definir al ganador de la zona, que accederá a la final por el ascenso.
|  |

| Desempate por el segundo puesto                                                                                             | Desempate por el segundo puesto | Desempate por el segundo puesto | Desempate por el segundo puesto | Desempate por el segundo puesto |
| Local | Resultado                       | Visitante                       | Fecha                           |                                 |
| --- | ------------------------------- | ------------------------------- | ------------------------------- | ------------------------------- |
| San Isidro | 5 - 0                           | Belgrano II                     | 24 de septiembre                |                                 |
| Suspendido a los 80 minutos por abandono de Belgrano, San Isidro quedó segundo de la zona, accediendo a la zona campeonato. |                                 |                                 |                                 |                                 |

## Zona Campeonato
Los dos mejores equipos de cada zona se clasificaron para jugar la zona campeonato. El mismo consiste en un torneo por eliminación directa. Los equipos se enfrentaron a único partido en cancha neutral. Los dos ganadores se enfrentaron en la final para definir al campeón.
|  | Semifinales                                   | Semifinales                                   |               |         | Final              | Final              |  |
|  | del 15 de octubre y 22 de octubre (desempate) | del 15 de octubre y 22 de octubre (desempate) |               |         | del 5 de noviembre | del 5 de noviembre |  |
|  |                                               |                                               |               |         |                    |                    |  |
|  |                                               |                                               |               |         |                    |                    |  |
|  | Belgrano II B                                 | 5                                             |               |         |                    |                    |  |
|  | Belgrano II B                                 | 5                                             |               |         |                    |                    |  |
|  | San Isidro                                    | 2                                             |               |         |                    |                    |  |
|  | San Isidro                                    | 2                                             |               | América | 3                  |                    |  |
|  |                                               |                                               |               | América | 3                  |                    |  |
|  |                                               |                                               | Belgrano II B | 2       |                    |                    |  |
|  | América                                       | 2                                             | Belgrano II B | 2       |                    |                    |  |
|  | América                                       | 2                                             |               |         |                    |                    |  |
|  | Argentino (Q)                                 | 1                                             |               |         |                    |                    |  |
|  | Argentino (Q)                                 | 1                                             |               |         |                    |                    |  |
|  |                                               |                                               |               |         |                    |                    |  |

### Semifinales
|  |

| Semifinal 1                       | Semifinal 1 | Semifinal 1 | Semifinal 1                 | Semifinal 1   |
| Local                             | Resultado   | Visitante   | Estadio                     | Fecha         |
| --------------------------------- | ----------- | ----------- | --------------------------- | ------------- |
| Belgrano II B                     | 5 - 2       | San Isidro  | Sociedad Sportiva Argentina | 15 de octubre |
| Belgrano II B accedió a la final. |             |             |                             |               |

|  |

| Semifinal 2                                                   | Semifinal 2 | Semifinal 2   | Semifinal 2                 | Semifinal 2   |
| Local                                                         | Resultado   | Visitante     | Estadio                     | Fecha         |
| ------------------------------------------------------------- | ----------- | ------------- | --------------------------- | ------------- |
| América                                                       | 2 - 2       | Argentino (Q) | Sociedad Sportiva Argentina | 15 de octubre |
| América                                                       | 2 - 1       | Argentino (Q) | Sociedad Sportiva Argentina | 22 de octubre |
| América accedió a la final tras vencer 2 - 1 en el desempate. |             |               |                             |               |

### Final
|  |

| Local                                      | Resultado | Visitante     | Estadio                     | Fecha          |
| ------------------------------------------ | --------- | ------------- | --------------------------- | -------------- |
| América                                    | 3 - 2     | Belgrano II B | Sociedad Sportiva Argentina | 5 de noviembre |
| América se coronó campeón de la temporada. |           |               |                             |                |

#### Detalles
| 5 de noviembre de 1905 | América                     | 3:2 (2:2) | Belgrano II B                   | Estadio de Palermo, Buenos Aires |                          |
|                        | Horton 11' 128' · Coyar 41' |           | Urdapilleta 62' · Ruggeroni 80' | Árbitro(s): W. A. Jordan         | Árbitro(s): W. A. Jordan |